# 우알키
우알키(스페인어: Hualqui)는 칠레 비오비오주 콘셉시온 현의 코무나이다.